# Jarčji Vrh
Jarčji Vrh je naselje v Občini Škocjan.